# Keith Forsey
Pour l’article homonyme, voir Greubel Forsey.
Keith Forsey (né le 2 janvier 1948 à Londres) est un musicien et producteur britannique.

## Biographie
Forsey commence sa carrière en tant que percussionniste au milieu des années 1960. Il est le batteur de The Spectrum et du Panikorchester d'Udo Lindenberg jusqu'en 1976, période au cours de laquelle il joue également des percussions pour Amon Düül II. À la fin des années 1970, il est un pionnier du disco, travaillant avec des artistes tels que Lipstique, Claudja Barry, La Bionda, Boney M. et les Italo Disco Inventors. Il est le batteur de Giorgio Moroder et joue sur des albums de Donna Summer, notamment Bad Girls. Cependant, le propre groupe de Forsey, Trax, une collaboration avec Pete Bellotte, n'est pas aussi populaire.
Comme Moroder, Forsey commence à produire des albums lui-même et, en 1982, a produit le premier album solo de Billy Idol Billy Idol (en) et l'album d'Icehouse Primitive Man (en). Il produit également l'album suivant de Billy Idol en 1983, Rebel Yell.
1983 a été l'année qui établit Forsey en tant que producteur notable. Il co-écrit Flashdance... What a Feeling avec Moroder et Irene Cara, qui chante la chanson, pour le film Flashdance. En 1984, la chanson remporte notamment le Grammy Award de la meilleure chanteuse pop. La popularité de Flashdance l'amène à co-écrire des chansons sur les bandes originales de SOS Fantômes (1984), Le Flic de Beverly Hills (1984, avec notamment The Heat Is On ou Stir It Up (en)), L'Histoire sans fin (1984) et The Breakfast Club (4985). La chanson de 1985 Don't You (Forget About Me) de The Breakfast Club est interprété par Simple Minds et atteint le sommet des hits-parade dans plusieurs pays.
En 2003, Forsey produit le groupe américain Rooney et en 2005, il produit le nouvel album de Billy Idol Devil's Playground (en).